# حلقة كالفن

دورة كالفن

حلقة كالفن أو دورة كالفن- باشام أو دورة الربيلوز ثنائي الفويفات أو دورة تثبيت ثاني أكسيد الكربون  (Calvin Cycle) ؛ وذلك نسبة إلى مكتشفها، وتحدث هذه التفاعلات في لحمة البلاستيدة حيث توجد الإنزيمات اللازمة لها، ودون الحاجة للضوء ، ويتم فيها استخدام نواتج التفاعلات الضوئية ثلاثي فوسفات الأدينوسين وثنائي نوكليوتيد الأدنين وأميد النيكوتين.
يدخل الكربون في حلقة كالفن على شكل ثنائي أكسيد الكربون , ويغادرها على شكل سكر. ويستهلك ATP كمصدر للطاقة، وNADPH كعامل اختزال قوي، حيث يضيف الكترونات ذات طاقة عالية وأيونات الهيدروجين +H لصنع جزيئات السكر، وتتم العملية على ثلاث مراحل:
- المرحلة الأولى: تثبيت الكربون (Carbon Fixation)
- المرحلة الثانية: الاختزال (Reduction)
- المرحلة الثالثة: إعادة تصنيع مستقبل ثاني أكسيد الكربون(RuBP)( Regeneration of CO2 acceptor)

## مراحل العملية

### المرحلة الأولى
يتم تثبيت ثلاثة جزيئات CO2 واحداً تلو الآخر، وذلك من خلال ربط كل جزيء بمركب خماسي الكربون يدعى ريبولوز مضاعف الفوسفات (RuBP)، بوساطة إنزيم يسمى روبيسكو ( Rubisco ) اختصاراً ل (Ribulose bisphosphate carboxylase/oxygenase) - ويعد هذا الانزيم من أكثر البروتينات وجوداً في البلاستيدة الخضراء وعليه فهو الأكثر في العالم - وينتج ثلاثة جزئيات من حمض غليسرين أحادي الفوسفات (Phosphoglycerate-3) فيتكون ما مجموعة ستة جزيئات من حمض غليسرين احادي الفوسفات.

### المرحلة الثانية
يحصل كل جزيء من حمض غليسرين أحادي الفوسفات من الجزيئات اثلاث المنتجة في المرحلة الأولى على مجموعة فوسفات من جزيء ATP ، فيتكون حمض غليسرين ثنائي الفوسفات (1.3- bisphosphoglycerate) ، ويعمل مركب NADPH على اختزال حمض غليسرين ثنائي الفوسفات إلى غليسرالدهايد أحادي الفوسفات (G3P) ، حيث يتكون ستة جزيئات من (G3P).

### المرحلة الثالثة
يستخدم جزيء واحد فقط من G3P كناتج نهائي لحلقة كالفن كنقطة البداية لمسارات عمليات الأيض لإنتاج مركبات عضوية تشمل الغلوكوز والكربوهيدرات الأخرى، أما جزيئات G3P الخمسة الأخرى فتستخدم في إعادة بناء مركب ريبولوز ثنائي الفوسفات في سلسلة معقدة من التفاعلات يستهلك خلالها ثلاثة جزيئات ثلاثي فوسفات الأدينوسين.

## نواتج العملية
وبهذا فإنه كل حلقة من حلقات كالفن في التفاعلات اللاضوئية تنتج ½ جزيء غلوكوز وبذلك فهي تستخدم 9 جزيئات من ATP و تستهلك 6 جزيئات من NADPH و 3 جزئيات من CO2 و جزيء واحد من G3P غليسر الدهايد أحادي الفوسفات .